# Senmanat
Senmanat (oficialmente y en catalán Sentmenat) es un municipio español situado en la comarca del Vallés Occidental, provincia de Barcelona (Cataluña). Senmanat está situado en la parte noreste de esta en el límite con la del Vallés Oriental.
Su término municipal, de 28,4 km² de extensión, se divide en dos partes muy diferenciadas: la montaña, con bosques de pinos y encinas, y el llano, con campos de cultivo.
El principal curso de agua del término municipal es la riera de Sentmenat, que recoge las aguas del Puig de la Creu, de 664 m s. n. m., la montaña de Can Fruitós, el valle de Aiguasenosa y la Costa Llisa del Farell.

## Entidades
Senmanat está formada por cuatro distritos o entidades.
Lista de población por entidades:
| Entidad de la población      | Habitantes (2022) |
| ---------------------------- | ----------------- |
| Can Canyameres i Pedra Santa | 1574              |
| Can Costa i Can Fargues      | 60                |
| Can Vinyals                  | 371               |
| Senmanat (Núcleo Urbano)     | 7412              |

## Historia
La historia del pueblo como tal comienza en el siglo X, con la aparición de topónimos del término municipal en los documentos de la época: valle de Canyameres (961), Sancti Minati (972), iglesia de Sancti Minati (983)...
Pero las tierras de Senmanat fueron pobladas por el hombre desde mucho antes: el dolmen de la Sierra Caballera, el poblado ibérico de la Torre Roja, juntamente con piezas de época romana, visigoda, árabe y otros hallazgos son testimonio de esta ocupación.
En el año 1012 se estableció en la parte de la montaña, con la recuperación del territorio en manos de los musulmanes, el castillo de Guanta, que pronto fue abandonado, y que fue sustituido por el actual castillo de Senmanat (1065), que estuvo bajo la administración del senescal del conde de Barcelona Guillén Ramón. Unos castellanos ("castlans"), los Sentmenat, en nombre de los Montcada primero y los Centelles después, administraron el castillo hasta el año 1380, cuando Pere VI de Senmanat, por la compra del castillo y de los derechos feudales al barón Eimeric de Centelles, se convirtió en señor de Sentmenat.
Desde el primer momento, coexistieron dos poderes religiosos: la parroquia de Sant Menna y la parroquia de Santa María de Caldas de Montbuy, que tenía dominio de una amplia zona llamada el Condal. Esto fue causa de numerosos conflictos entre las parroquias por los derechos de cobros de censos e impuestos.
Después de la expulsión de los musulmanes del territorio, las tierras recuperadas fueron repartidas para el establecimiento de las masías. Así encontramos que en los siglos XII-XIV aparecen la mayoría de los nombres de las masías actuales. El núcleo urbano no apareció hasta mucho más tarde (siglo XV).
A finales del siglo XVIII las tierras estaban dedicadas al cultivo de secano, viña, olivo y cereales, básicamente. Fue la viña, a finales del siglo pasado, la que dio gran prosperidad al pueblo. Los grandes propietarios arrendaron las tierras a partes, con contrato de "rabassa morta". Estos propietarios hicieron mucho dinero y muchos de ellos introdujeron masoveros en la propiedad y pasaron a vivir en el pueblo o en las ciudades.
Los conflictos "rabassaires", a causa de estos contratos, llegaron también al pueblo. La destrucción de las viñas por la filoxera acabó con los conflictos y con la riqueza. El pueblo perdió habitantes y los propietarios se arruinaron.
Fue en estos momentos, a finales del siglo pasado, cuando se estableció la primera industria en el pueblo. Una industria textil que arrastró a otras también textiles. Pese a esta implantación, el pueblo no abandonó su carácter agrícola hasta el principio de la segunda mitad del siglo XX, cuando con la implantación de nuevas industrias arrancó, con fuerza, la verdadera industrialización.
Los sentmenatenses han participado en los avatares políticos y militares de todas las épocas. Durante la guerra "dels Remences", el castillo de Senmanat fue atacado y asediado por las tropas sublevadas de Pere Joan Sala. 
En la guerra de Sucesión, en 1714, las tropas felipistas comandadas por el conde de Montemar entraron en la población e infligieron algunos atropellos. 
Durante la guerra de la Independencia se produjeron enfrentamientos armados y algunas masías del término fueron quemadas por las tropas francesas. 
Durante la tercera guerra carlista, el 20 de julio de 1873, 40 sentmenatenses armados fueron a ayudar a los defensores de la villa de Caldes, que estaba sitiada por las tropas carlistas.
En 1989 el Pleno del Ayuntamiento aprobó el nuevo escudo municipal confeccionado por el heraldista Armand de Fluvià, basado en el escudo del marquesado.
Recientemente han sido descubiertas dos sepulturas: un vertedero doméstico y una torre funeraria del siglo IV d. C.

## Demografía
Senmanat cuenta con una población de 9553 habitantes (INE 2024).
| Gráfica de evolución demográfica de Senmanat entre 1842 y 2021                                                      |
| |
| Población de derecho según los censos de población del INE Población de hecho según los censos de población del INE |

## Símbolos

### Escudo
El escudo de Senmanat se define por el siguiente blasón: «Escudo embaldosado: de gules, 3 billetes de argén de un medio vuelo bajado de azur. Por timbre, una corona de marqués.»
Fue publicado en el DOGC el 28 de abril de 1989. Las alas son las armas de los Senmanat, señores del castillo de la población (originario del siglo XII), barones y, desde el 1691, marqueses de Sentmenat (tal y como proclama la corona del escudo).

### Bandera
La bandera de Senmanat es una bandera apaisada de proporciones dos de alto por tres de largo, roja con tres billetes blancos, cada uno cargado de una ala azul, los tres en la misma disposición que en el escudo, o sea, dos encima y una abajo, colocadas en el centro óptico del paño, es decir, que el eje del conjunto se sitúa a 4/9 del asta.
Fue publicada en el DOGC el 19 de octubre del 1990.

## Patrimonio
- El Castillo de Sentmenat: se trata de un edificio que cumple a la vez funciones militares y de casa señorial. Desde la riera la monumental muralla, con sus fenomenales contrafuertes, indica el carácter militar del castillo; vista desde el camino, sin embargo, mostraba hasta hace poco una masía ajetreada en las tareas diarias de los labradores.

Delante del portal se encuentra la "Capella de San Jaime", el monumento funerario en cuyo interior reposan los restos de los miembros del linaje Sentmenat.
- El Campanario románico: el Campanario románico es la joya arquitectónica de Senmanat. Recientemente restaurado, se levanta sobre las antiguas estructuras de la primitiva iglesia de "Sant Menna" - se supone que estaba dedicada al mismo santo - en el edificio de la antigua vicaría de la Parroquia, donde actualmente se encuentra ubicada la biblioteca municipal.

Se trata de una torre de cuatro plantas, cuadrangular, con las características más clásicas de la arquitectura románica: los arcos de media vuelta, los arcos lombardos bajo tejado, también típicamente de madera.
- Iglesia de "San Mena": construida en el año 1744, de estilo bizantino, con el ábside rehecho en el siglo XX. Cuenta con pinturas interiores que describen el martirio de san Menna y con bajos relieves obra de Camil Fàbregues. La iglesia está dedicada a San Mena, soldado romano de origen egipcio que murió martirizado y decapitado el año 309 d. C.

- "Castellet de Guanta": en la cima del cerro del Corb se encuentra el castillo de Guanta o de los Moros. Este castillo, actualmente en ruinas, fue, según la leyenda, refugio del conde Borrell.

- Ermita de "Can Fruitós": ermita románica situada dentro del cercado de la masía de "Can Fruitós". Su ábside es visible desde el exterior y la bóveda de piedra que la cubre forma un arco apuntado.

- Ermita de "San Miguel del Arno": ermita románica parcialmente en ruinas dedicada al santo y situada en un antiguo cruce de caminos, en el límite del término con Caldes de Montbuí y bajo la Torre Roja. Aparece citada en el año 1027.

- El Nuevo Cementerio: construido con elementos modernistas por el arquitecto Antoni Falguera en el año 1905. Situado en la sierra de "Can Clapers", junto a la carretera de "Caldes".

- La Torre Roja: monte fortificado conocido antiguamente con el nombre del "Monte Castellar". Hay restos de un poblado ibérico del siglo V-I a. C. También se encuentra la base de una torre de vigilancia de época medieval.

- El Dolmen de la "Serra Cavallera": este sepulcro megalítico del Neolítico se encuentra en la sierra Cavallera, denominada antiguamente Sierra-Losa o sierra de la Losa. Los topónimos Serrallosa, Clapers y Arca indicaban, en la Edad Media, lugares donde había restos de monumentos megalíticos. En la sierra Cavallera, antigua Sierra-Losa, encontramos el dolmen, primer vestigio conocido de un poblado humano en Senmanat.

- El modernismo: el modernismo se manifiesta con timidez en algunas casas del pueblo, en la carretera y en la calle de Caldes, donde cabe destacar los esgrafiados de la casa Ramoneda.

## Administración y política
| Periodo   | Nombre | Partido                |
| --------- | --- | ---------------------- |
| 1979-1983 | Joan Torrents i Martorell                                                                                 | PSC                    |
| 1983-1987 | Joan Torrents i Martorell                                                                                 | PSC                    |
| 1987-1991 | Joan Guàrdia i Parareda                                                                                   | PSC                    |
| 1991-1995 | Joan Guàrdia i Parareda                                                                                   | PSC                    |
| 1995-1999 | Joan Guàrdia i Parareda                                                                                   | Independiente          |
| 1999-2003 | Josep Vilaró Capella                                                                                      | PSC                    |
| 2003-2007 | Josep Vilaró Capella                                                                                      | PSC                    |
| 2007-2011 | Nuria Colomé Rodríguez                                                                                    | CiU                    |
| 2011-2015 | Nuria Colomé Rodríguez                                                                                    | CiU                    |
| 2015-2019 | Marc Verneda Urbano (2015-2016) Montserrat Rueda Miralles (2016-2018) Núria Colomé Rodríguez (desde 2018) | ACESENT-ENTESA PSC CiU |
| 2019-2023 | Marc Verneda Urbano                                                                                       | ACESENT-ENTESA         |